# Simca Ariane

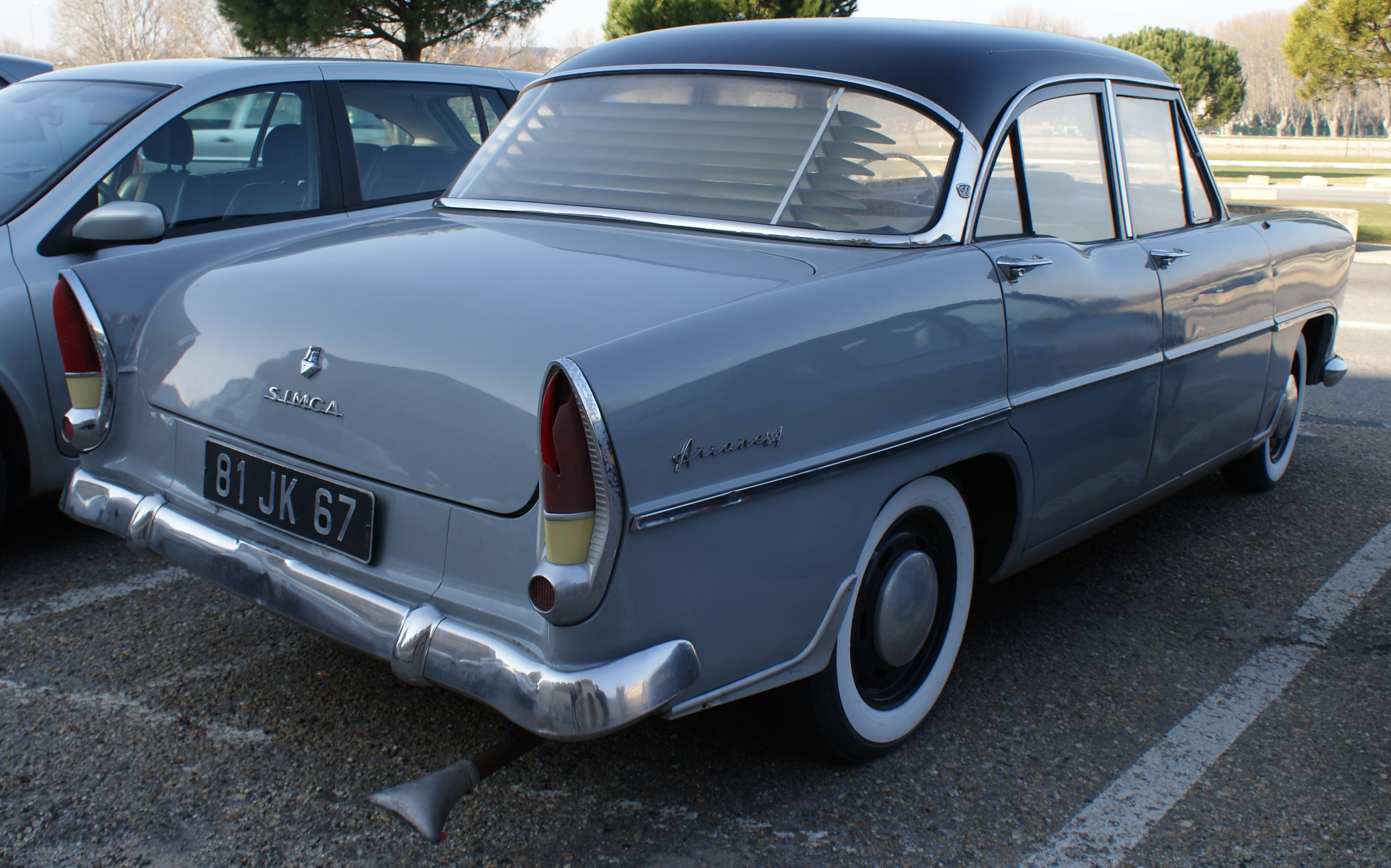
Simca Ariane, vista traseira. A altura aumentada dos rabos de peixe que incorporam os conjuntos de lanternas traseiras identificam este exemplar como um carro produzido durante ou após 1959.

O Simca Ariane é um sedã lançado em abril de 1957 pela montadora francesa Simca e fabricado na fábrica da empresa em Poissy até 1963.

## Origens
A fábrica em Poissy foi construída pela Ford SAF entre 1937 e 1940, mas depois da Segunda Guerra Mundial a direção econômica da França era incerta. A Ford equipou a fábrica para produzir o Ford Vedette com motor V8, mas o governo estava impondo níveis punitivos de imposto sobre carros com motores grandes e as vendas ficaram bem aquém das expectativas. Além disso, a fábrica de Poissy experimentou níveis acima da média de agitação industrial. A Simca comprou a fábrica da Ford em 1954, junto com os direitos de produzir a versão mais recente do carro produzido nela, que agora se tornou o Simca Vedette, relançado pela Simca com diferentes nomes de modelos de acordo com os níveis de equipamento.
O Simca Vedette competiu no mercado de carros grandes da França em um momento em que a economia estava finalmente retornando ao crescimento, e teve sucesso moderado com seu estilo americano elegante finalizado por um designer italiano chamado Rapi. Em 1954, os grandes Simcas competiram na França contra o Citroën Traction, que ainda era popular apesar de seu design de vinte anos, e o Renault Frégate, que lutou para encontrar compradores graças a uma má reputação mecânica e, foi sugerido, à relutância da alta burguesia francesa em comprar um carro grande e caro de uma empresa estatal.
A Crise de Suez de outubro de 1956 foi um catalisador que minou a posição dos Simcas V8, no entanto, devido à escassez de combustível e aos aumentos de preço que ela desencadeou. A essa altura, a competição doméstica estava, de qualquer forma, muito intensificada pela chegada do Citroën DS que, apesar de ter começado devagar e de estar preso a um design de motor que havia mudado pouco desde a década de 1930, agora se tornava cada vez mais dominante no mercado francês de carros grandes.
Foi frequentemente afirmado que o lançamento do Simca Ariane foi um resultado direto da Crise de Suez, mas agora está claro que em 1956 o projeto da Simca para um carro grande com um motor pequeno ("une grande voiture à petit moteur") já existia há vários anos. A urgência do projeto aumentou no verão de 1956, quando o chefe da Simca, Henri Théodore Pigozzi, soube de um plano covarde de Paul Ramadier, o Ministro da Economia e Finanças, e um ex-primeiro-ministro ainda influente, para introduzir em dezembro de 1956 um imposto anual selvagem adicional sobre carros para proprietários de carros com motores maiores. A crise de Suez simplesmente construiu o caso econômico para uma versão de motor pequeno do carro, e a Simca estava, portanto, pronta para responder muito agilmente às circunstâncias alteradas criadas pela crise, encaixando um motor da série "Flash" de 1290 cc de seu bem-sucedido Aronde, na versão mais básica de seu Simca Trianon com motor V8, que era um dos modelos da linha Vedette. O novo carro foi denominado "Simca Ariane" e logo estava disponível em várias versões.

## O carro
Ajustar a carroceria do antigo Simca Vedette de primeira geração com um motor Flash de quatro cilindros de 1290 cc (7 CV) do muito menor Simca Aronde produziu um carro que se concentrava na economia em vez da aceleração rápida. Apresentado em abril de 1957, o Ariane preencheu a lacuna entre o Aronde e o Vedette. Em outubro do mesmo ano, o Ariane 8 foi apresentado - uma versão equipada com a mesma unidade Aquillon 2351 cc (13CV) V8 que equipava o Vedette. O Ariane 8 efetivamente substituiu o antigo Simca Trianon, que era um Vedette mais baixo na linha, à medida que a linha Vedette foi elevada ao mercado. O Ariane 8 foi descontinuado junto com os outros modelos V8 da empresa em 1961, no entanto.
Para o ano modelo de 1959, a empresa introduziu um Ariane Super Luxe com níveis aumentados de acabamento cromado no exterior, bem como espelhos de vaidade no interior e um lavador de para-brisa para ajudar a visão. Todos os Arianes também receberam conjuntos de lanternas traseiras remodeladas neste ponto, que se assemelhavam aos já usados nos modelos Vedette de estilo mais extravagante, mas amplamente semelhantes. Outras atualizações no acabamento interno foram implementadas em 1961, e as novas opções disponíveis incluíam bancos que agora podiam ser dobrados para formar uma espécie de cama de casal. Seguiu-se mais um novo nome: nos dois últimos anos de sua vida, o Ariane foi denominado Simca Miramas.

## Comércio
O Ariane foi fabricado até 1963, com 166.363 produzidos. Perto do fim, a produção desacelerou notavelmente. 33.733 Arianes foram produzidos em 1961, que caíram para apenas 14.284 durante 1962. Nessa época, a atenção na fábrica de Poissy da empresa havia se voltado para o novo Simca 1000. O substituto mais direto para o Simca Ariane/Miramas seria o Simca 1300/1500, introduzido em 1963.

## Argentina
Os Ariane Miramas foram feitos na Argentina pela Metalmecánica. Aproximadamente 507 unidades produzidas de 1965 até 1967 em duas versões: "Std" e "Lujo".